# Asier Garitano
Asier Garitano Aguirrezabal (Vergara, Guipúzcoa, España, 6 de diciembre de 1969) es un exjugador de fútbol y entrenador español. Actualmente es entrenador del Real Sporting de Gijón. Como jugador se desempeñaba en la posición de mediapunta.

## Trayectoria como futbolista
Se formó en el fútbol base del Athletic Club, al que llegó con 10 años. En 1989 ascendió al Bilbao Athletic, que se encontraba en Segunda División, donde jugó tres temporadas. Tras una temporada en Segunda División con la SD Eibar, se incorporó al Cartagena de Segunda División B. Tras ser el máximo goleador del club murciano, firmó por el Cádiz de Segunda División B. En el club gaditano firmó una buena primera temporada siendo, nuevamente, máximo artillero. En octubre de 1995 fue expulsado del equipo andaluz, junto a otros cuatro jugadores, alegando bajo rendimiento.
En enero de 1996 se incorporó a la SD Eibar en Segunda División. Tras pasar una temporada en el Gavà y media temporada en el Racing de Ferrol, sin conseguir consolidarse, en enero de 1998 firmó por el Burgos CF. En el club burgalés fue máximo goleador a pesar de haber llegado en el mes de enero, logro que repitió a la campaña siguiente. Tras perder la titularidad en el club burgalés, en enero del año 2000 firmó por el Alicante CF de Tercera División. En el club alicanto pasó tres años, logrando un ascenso a Segunda División B en 2001. En enero de 2003 firmó por el Benidorm CF de Tercera División, donde se retiró como futbolista a final de temporada.

## Trayectoria como entrenador

### Alicante CF
Tras su retirada como futbolista, regresó al Alicante CF, donde fue el segundo entrenador desde la temporada 2003/04 hasta la temporada 2008/09, coincidiendo con José Bordalás como primer entrenador entre marzo de 2004 y febrero de 2006.
En octubre de 2008 pasó a ser el entrenador del Alicante en Segunda División tras la destitución de José Carlos Granero. Dirigió al club tres partidos, pero fue relevado por Nino Lema.

### CD Castellón
Se incorporó como segundo entrenador del CD Castellón en la temporada 2009/10. El 6 de abril de 2010 asumió el cargo de primer entrenador hasta final de temporada, debido a la destitución de Tintín Márquez. El equipo se encontraba último, con 24 puntos en 31 jornadas. Finalmente, acabó colista con 33 puntos.

### AFE
Entre 2010 y 2011 al no encontrar equipo, estuvo dirigiendo al combinado de jugadores sin equipo de la AFE.

### Orihuela y Alcoyano
En la temporada 2011-2012, dirigió al Orihuela Club de Fútbol. El equipo alicantino fue subcampeón de su grupo de Segunda B y, en consecuencia, accedió a la promoción de ascenso, donde fue eliminado por el Albacete Balompié.
El 14 de junio de 2012, se convirtió en el nuevo técnico del Club Deportivo Alcoyano. Fue despedido el 24 de marzo de 2013, tras encadenar 4 derrotas consecutivas como visitante que le hicieron caer fuera de los 4 primeros clasificados.

### CD Leganés
El 28 de junio de 2013, asumió el cargo de primer entrenador del Club Deportivo Leganés. Logró ascender al equipo pepinero a Segunda División en esa misma temporada.
Tras consumar holgadamente la salvación matemática en la jornada 38 en la temporada del retorno a la categoría de plata, renovó automáticamente con el club pepinero y extendió su contrato por otras dos temporadas. El equipo acabó el curso siguiente 10.º con 56 puntos.
El 2 de mayo de 2016, después de la victoria en San Mamés ante el Bilbao Athletic por 1-2, Asier Garitano se convirtió en el segundo entrenador de la historia reciente del club con más encuentros dirigidos. Un mes después, el 4 de junio de 2016, consiguió ascender al equipo pepinero a la Primera División española por primera vez en su historia, después de derrotar 0-1 al Mirandés. El equipo fue segundo con 74 puntos, lo que le valió para alzarse con el Trofeo Miguel Muñoz de Segunda División y el Premio LFP al mejor entrenador de la categoría. El 13 de junio del mismo año renovó su contrato hasta 2018.
El 14 de mayo de 2017, el conjunto blanquiazul alcanzó la salvación en Primera División empatando 1-1 con el Athletic Club, en el Estadio de San Mamés, con un gol de Alexander Szymanowski, sin haber ocupado plazas de descenso en toda la temporada. El equipo madrileño logró 35 puntos, acabando en 17.º lugar. Meses después, volvió a ganar el Trofeo Miguel Muñoz, esta vez en Primera División, empatado con José Luis Mendilibar.
En la temporada 2017/18 llevó al equipo a disputar las semifinales de Copa, donde cayó ante el Sevilla FC por un global de 3-1. El equipo eliminó, previamente, al Valladolid, Villarreal y Real Madrid, este último tras una memorable victoria, el 24 de enero de 2018, en el Estadio Santiago Bernabéu por 1-2. Por otra parte, el 21 de enero de 2018 alcanzó los 200 partidos como entrenador del equipo madrileño, en un empate a dos ante el Deportivo Alavés. Logró de nuevo la permanencia sin pisar los puestos de descenso en toda la temporada, esta vez a falta de tres jornadas para el final, y decidió no aceptar la oferta de renovación del club madrileño. Su último partido como técnico pepinero se disputó el 19 de mayo, en una victoria por 3-2 ante el Real Betis. El equipo acabó 17.º con 43 puntos.

### Real Sociedad
El 24 de mayo de 2018, fue presentado como nuevo entrenador de la Real Sociedad de la Primera División de España para las próximas tres temporadas. Sin embargo, el 26 de diciembre, la entidad txuri-urdin confirmó su cese como entrenador dados los malos resultados del equipo, que era 15.º tras la disputa de la 17.ª jornada de Liga.

### Deportivo Alavés
El 21 de mayo de 2019, se hizo oficial su llegada al banquillo del Deportivo Alavés para sustituir a Abelardo. Continuó en el cargo durante buena parte de la temporada 2019-20, concretamente hasta el 5 de julio de 2020, cuando fue destituido dados los malos resultados cosechados por el Alavés (6 derrotas en los 7 últimos partidos).

### CD Leganés
El 27 de enero de 2021, se confirmó su vuelta al CD Leganés, firmando lo que queda de temporada y otra más, con opción de renovar por una tercera campaña en caso de ascenso. Sin embargo, el 30 de octubre de 2021, fue cesado debido a los malos resultados, dejando al equipo "pepinero" en posiciones de descenso.

### CD Tenerife
El 29 de mayo de 2023, fue presentado como nuevo entrenador del CD Tenerife, equipo que entrenó hasta el final de la temporada 2023-24, finalizando en 12.ª posición.

### Real Sporting de Gijón
El 8 de abril de 2025, firmó un contrato hasta junio de 2026 con el Real Sporting de Gijón, junto con su segundo entrenador, Pedro Hernández Martínez, Queco Piña (entrenador de porteros y analista) y Miguel Pérez (preparador físico).

## Clubes

### Como jugador
| Club             | País   | Año       | Partidos | Goles |
| ---------------- | ------ | --------- | -------- | ----- |
| Bilbao Athletic  | España | 1989-1992 | 95       | 17    |
| S. D. Eibar      | España | 1992-1993 | 22       | 4     |
| Cartagena F. C.  | España | 1993-1994 | 37       | 13    |
| Cádiz C. F.      | España | 1994-1995 | 44       | 9     |
| S. D. Eibar      | España | 1995-1996 | 17       | 2     |
| C. F. Gavà       | España | 1996-1997 | 29       | 6     |
| Racing de Ferrol | España | 1997      | 13       | 3     |
| Burgos C. F.     | España | 1997-2000 | 64       | 19    |
| Alicante C. F.   | España | 2000-2002 | 45       | 16    |
| Benidorm C. D.   | España | 2002-2003 | 2        | 0     |

### Como entrenador
| Club                            | País                 | Año                  | P   | PG  | PE  | PP  | % g.   |
| ------------------------------- | -------------------- | -------------------- | --- | --- | --- | --- | ------ |
| Alicante C. F. (2.º entrenador) | España               | 2003-2008            |     |     |     |     |        |
| Alicante C. F.                  | España               | 2008                 | 3   | 0   | 2   | 1   | 22.22% |
| C. D. Castellón                 | España               | 2010                 | 11  | 2   | 3   | 6   | 27.27% |
| Orihuela C. F.                  | España               | 2011-2012            | 41  | 18  | 15  | 8   | 56.1%  |
| C. D. Alcoyano                  | España               | 2012-2013            | 36  | 18  | 7   | 11  | 56.48% |
| C. D. Leganés                   | España               | 2013-2018            | 222 | 87  | 59  | 76  | 48.05% |
| Real Sociedad                   | España               | 2018                 | 19  | 6   | 5   | 8   | 40.35% |
| Deportivo Alavés                | España               | 2019-2020            | 34  | 9   | 8   | 17  | 34.31% |
| C. D. Leganés                   | España               | 2021                 | 36  | 13  | 10  | 13  | 45.37% |
| C. D. Tenerife                  | España               | 2023-2024            | 42  | 15  | 11  | 16  | 44.44% |
| Real Sporting                   | España               | 2025-                | 8   | 5   | 0   | 3   |        |
| Total en sus equipos            | Total en sus equipos | Total en sus equipos | 445 | 168 | 120 | 156 | 46.74% |

## Premios
| Predecesor: Abelardo Fernández | Trofeo Miguel Muñoz de Segunda División 2016 | Sucesor: Juan Ramón López Muñiz |

| Predecesor: Diego Simeone | Trofeo Miguel Muñoz de Primera División 2017 | Sucesor: Marcelino García Toral |